# Dietrich Helmcke
Dietrich Helmcke (* 1941; † 1. April 2004) war ein deutscher Geologe.

## Leben
Helmcke studierte an der Philipps-Universität Marburg. 1969 reichte er seine Dissertation zur Geologie der Spuller-See-Mulde in den Nördlichen Kalkalpen, ein. Weitere regionale Schwerpunkte seiner Forschungen lagen in Südostasien (Thailand, Myanmar, Laos) und Yunnan (China).
Ab 1988 hatte Helmcke den Lehrstuhl für Angewandte Geologie und Fernerkundung am Institut für Geologie und Dynamik der Lithosphäre (IGDL) der Georg-August-Universität Göttingen inne. Bis 2004 arbeitete er mit der Geologischen Bundesanstalt Wien (Österreich) zur geologischen Neuaufnahme der Lechtaler Alpen (Blatt Reutte) zusammen.

## Werke
- 1969: Die Geologie der Spuller-See-Mulde zwischen Wildgruben-Roggal-Spitz-Gruppe und Formarin-See in den Vorarlberger Kalkalpen
- 1983: Die Trimetrogon-Luftbilder der USAF von 1945: Die ältesten Dokumente über das Eipomek-Tal und seine Umgebung
- 1983: Die Satellitenbildkarte 1:500000 von Zentral-Neuguinea